# 虞美人·春花秋月何時了
虞美人·春花秋月何時了是北宋太平興國三年，原南唐末代皇帝李煜創作的一首宋詞。而該宋詞也是李煜的生前最後一首創作。

## 創作背景
虞美人•春花秋月何時了作於宋太宗太平興國三年（公元978年），而當時也是李煜囚禁在北宋都城汴京（今開封）的第三年。李煜在七月七日作吟該詞，而宋太宗在聞訊後命令秦王趙廷以美酒將李煜下毒致死。

## 全文
春花秋月何時了，往事知多少。小樓昨夜又東風，故國不堪回首月明中。
雕欄玉砌應猶在，只是朱顏改。問君能有幾多愁，恰似一江春水向東流。
------------南唐 李煜